# Habrophlebia eldae
Habrophlebia eldae is een haft uit de familie Leptophlebiidae. De wetenschappelijke naam van de soort is voor het eerst geldig gepubliceerd in 1984 door Jacob & Sartori.
De soort komt voor in het Palearctisch gebied.